# 夏洛特·瓦朗德雷
夏洛特·瓦朗德雷（法語：Charlotte Valandrey，1968年11月29日—2022年7月13日），女，法国演员。曾获得柏林国际电影节最佳女演员银熊奖。